# Юїнг (Іллінойс)
Юїнг (англ. Ewing) — селище (англ. village) в США, в окрузі Франклін штату Іллінойс. Населення — 300 осіб (2020).

## Географія
Юїнг розташований за координатами 38°5′22″ пн. ш. 88°51′8″ зх. д. / 38.08944° пн. ш. 88.85222° зх. д. (38.089357, -88.852190).  За даними Бюро перепису населення США в 2010 році селище мало площу 2,62 км², з яких 2,61 км² — суходіл та 0,00 км² — водойми.

## Демографія
Згідно з переписом 2010 року, у селищі мешкало 307 осіб у 126 домогосподарствах у складі 87 родин. Густота населення становила 117 осіб/км².  Було 137 помешкань (52/км²).
Расовий склад населення:
| - 100,0 % — білих |

До двох чи більше рас належало 0,0 %. Частка іспаномовних становила 1,0 % від усіх жителів.
За віковим діапазоном населення розподілялося таким чином: 25,1 % — особи молодші 18 років, 53,7 % — особи у віці 18—64 років, 21,2 % — особи у віці 65 років та старші. Медіана віку мешканця становила 40,5 року. На 100 осіб жіночої статі у селищі припадало 91,9 чоловіків;  на 100 жінок у віці від 18 років та старших — 98,3 чоловіків також старших 18 років.
Середній дохід на одне домашнє господарство  становив 45 288 доларів США (медіана — 38 542), а середній дохід на одну сім'ю — 52 605 доларів (медіана — 43 750). Медіана доходів становила 45 938 доларів для чоловіків та 27 000 доларів для жінок. За межею бідності перебувало 17,5 % осіб, у тому числі 30,8 % дітей у віці до 18 років та 2,8 % осіб у віці 65 років та старших.
Цивільне працевлаштоване населення становило 93 особи. Основні галузі зайнятості: роздрібна торгівля — 17,2 %, освіта, охорона здоров'я та соціальна допомога — 16,1 %, мистецтво, розваги та відпочинок — 11,8 %, виробництво — 8,6 %.